# Paradise (pel·lícula de 2023)
Paradise és una pel·lícula distòpica alemanya estrenada el 27 de juliol de 2023 a Netflix. S'ha subtitulat al català.

## Sinopsi
L'empresa emergent biotecnològica AEON s'ha convertit en una corporació multimilionària sota el lideratge de la fundadora Sophie Theissen. L'empresa transfereix anys de vida dels joves als rics.

## Producció
La pel·lícula es va rodar del 22 de març al 12 de juny de 2022 durant 53 dies a Palanga, Klaipėda, Kaunas, Vílnius i Berlín.

## Crítica
| «                                          | La idea […] inculca una sensació de carpe diem rar en el gènere cinematogràfic distòpic. | » |
| — Kathleen Hildebrand, Süddeutsche Zeitung |                                                                                          |   |